# Плебанівська сільська рада (Теребовлянський район)
Плеба́нівська сільська́ ра́да — адміністративно-територіальна одиниця та орган місцевого самоврядування в Теребовлянському районі Тернопільської області. Адміністративний центр — село Плебанівка.

## Загальні відомості
- Плебанівська сільська рада утворена в 1939 році.
- Територія ради: 4,836 км²
- Населення ради: 1 717 осіб (станом на 2001 рік)
- Територією ради протікає річка Гнізна.

## Населені пункти
Сільській раді підпорядковані населені пункти:
- с. Плебанівка
- с. Залав'є

## Склад ради
Рада складається з 16 депутатів та голови.
- Голова ради: Козак Володимир Матвійович
- Секретар ради: Костюкевич Людмила Богданівна

### Керівний склад попередніх скликань
| Прізвище, ім'я, по батькові | Основні відомості                                                 | Дата обрання | Дата звільнення |
| --------------------------- | ----------------------------------------------------------------- | ------------ | --------------- |
| Бліщ Петро Іліч             | Сільський голова, 1938 року народження, член Народної партії      | 26.03.2006   | 31.10.2010      |
| Козак Володимир Матвійович  | Сільський голова, 1962 року народження, освіта вища, безпартійний | 31.10.2010   |                 |

Примітка: таблиця складена за даними сайту Верховної Ради України

### Депутати
За результатами місцевих виборів 2010 року депутатами ради стали:

#### За суб'єктами висування
| Суб'єкт висування | Кількість обраних депутатів | %    |
| ----------------- | --------------------------- | ---- |
| Самовисування     | 15                          | 93,8 |
| Єдиний Центр      | 1                           | 6,3  |

#### За округами
| № округу      | Прізвище, ім'я, по батькові     | Дата визнання обраним | Освіта           | Партійна приналежність | Відомості про обраного депутата                           |
| ------------- | ------------------------------- | --------------------- | ---------------- | ---------------------- | --------------------------------------------------------- |
| Єдиний Центр  |                                 |                       |                  |                        |                                                           |
| 15            | Костюкевич Людмила Богданівна   | 01.11.2010            | вища             | позапартійна           | Пошта, начальник                                          |
| Самовисування |                                 |                       |                  |                        |                                                           |
| 1             | Ярчук Степан Васильович         | 01.11.2010            | середня          | позапартійний          | тимчасово не працює                                       |
| 2             | Шалева Марія Ярославівна        | 01.11.2010            | середня          | позапартійна           | тимчасово не працює                                       |
| 3             | Огородник Володимир Орестович   | 01.11.2010            | середня          | позапартійний          | тимчасово не працює                                       |
| 4             | Гамрацей Володимир Мирославович | 01.11.2010            | середня          | позапартійний          | Школа-сад с. Залав'є, сторож                              |
| 5             | Перхалюк Андрій                 | 01.11.2010            | середня          | позапартійний          | тимчасово не працює                                       |
| 6             | Гнатьо Володимир Михайлович     | 01.11.2010            | вища             | позапартійний          | приватний підприємець                                     |
| 7             | Чорний Андрій Тарасович         | 01.11.2010            | незакінчена вища | позапартійний          | Теребовлян-ський РВ УМВСУ, дільнич-ний інспектор          |
| 8             | Юрчишин Ганна Романівка         | 01.11.2010            | незакінчена вища | позапартійна           | студент                                                   |
| 9             | Грабовецький Ігор Петрович      | 01.11.2010            | незакінчена вища | позапартійний          | студент                                                   |
| 10            | Фучило Михайло Темофійович      | 01.11.2010            | середня          | позапартійний          | приватний підприємець                                     |
| 11            | Фута Іван Степанович            | 01.11.2010            | вища             | позапартійний          | тимчасово не працює                                       |
| 12            | Гайналій Михайло Михайлович     | 01.11.2010            | вища             | позапартійний          | приватний підприємець                                     |
| 13            | Пісечко Лілія Володимирівна     | 01.11.2010            | вища             | позапартійна           | Управління промислового розвитку РДА, головний спеціаліст |
| 14            | Дубинський Назарій Васильович   | 01.11.2010            | незакінчена вища | позапартійний          | тимчасово не працює                                       |
| 16            | Пуш Петро Павлович              | 01.11.2010            | середня          | позапартійний          | ТОВ «Довіра», директор                                    |